# Margit Pörtner
Margit Pörtner, född 16 februari 1972 i Hørsholm, död 26 april 2017, var en dansk curlingspelare.
Hon tog OS-silver i damernas curlingturnering i samband med de olympiska curlingtävlingarna 1998 i Nagano.